# Triplectides similis
Triplectides similis là một loài Trichoptera trong họ Leptoceridae. Chúng phân bố ở miền Australasia.